# Бузкаші

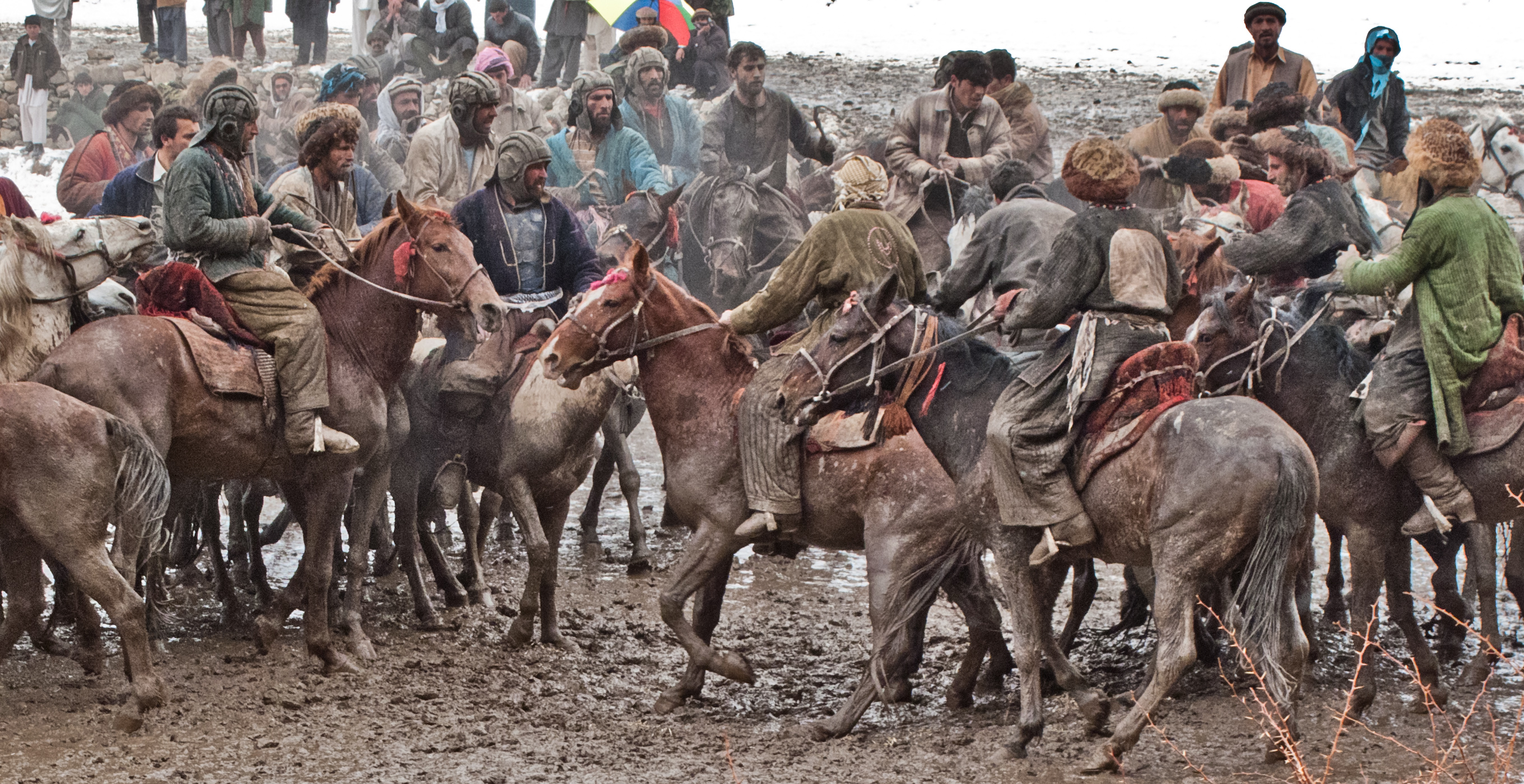
Гра у бузкаші

Бузкаші (з перської: «видирання кози»), або козлодрання  — спортивна гра у країнах Середньої Азії. Назва походить від двох таджицьких слів: "буз" — коза та "кашидан" — тягнути. Гра нагадує поло, але вершники з батогами намагаються відібрати один в одного обезголовленого козла та втримати його у себе якомога довше, або занести у ворота. Потребує великої сили та вміння від гравців, а також спеціально підготовлених коней. У класичній бузкаші гравці не поділяються на команди, кожен вершник грає сам за себе, також немає сталої кількості гравців. Різновиди цієї гри поширені у багатьох східних кочових народів. Часто "бузкаші" використовують як метафору узбецької політики — без правил і без команд. 